# Двигатель Douvrin
Douvrin — серия полностью алюминиевых рядных четырёхцилиндровых двигателей внутреннего сгорания, разработанных в начале 1970-х годов и выпускавшаяся с 1977 по 1996 год компанией Française de Mécanique, совместным предприятием PSA Group и Renault в Дуврене, на севере Франции. Первый двигатель разрабатывался инженером Жан-Жаком Хисом (разработчиком двигателей Формулы-1 для Renault и Ferrari). Семейство выпускалось на том же заводе, что и предшественники PRV, которые за пределами Франции назывались Douvrin V6. Также двигатели выпускались компанией Peugeot под индексом ZDJ/ZEJ и Renault под индексом J-Type.

## Конструкция
У двигателей семейства Douvrin блок цилиндров из алюминиевого сплава с чугунными цилиндрами и головку блока цилиндров из алюминиевого сплава с одним верхним распределительным валом, приводимым в движение ремнём газораспределительного механизма. В зависимости от модели автомобиля двигатель устанавливался рядно или продольно.

## 2.0
- Объём: 2,0 л (1995 см3)
- Диаметр цилиндра × ход поршня: 88 × 82 мм
- Мощность: 79—103 кВт (108—136 л. с.)
- Крутящий момент: 166—171 Н⋅м
- Клапанов: 8—12
- Степень сжатия: 9.2:1
- Годы производства: 1977—1993

## 2.2
- Объём: 2,2 л (1995 см3)
- Диаметр цилиндра × ход поршня: 88 × 89 мм
- Мощность: 81—101 кВт (110—137 л. с.)
- Крутящий момент: 178—188 Н⋅м
- Клапанов: 8
- Степень сжатия: 8.8:1—9.8:1
- Годы производства: 1987—1996

## 2.1 (дизельный)
- Объём: 2,1 л (2068 см3)
- Диаметр цилиндра × ход поршня: 86 × 89 мм
- Мощность: 47—68 кВт (64—92 л. с.)
- Клапанов: 8
- Степень сжатия: 8.8:1—9.8:1
- Годы производства: 1979—1992